# Hotel Kinston
El Hotel Kinston es un edificio histórico de hotel ubicado en Kinston, Carolina del Norte (Estados Unidos). Fue construido en 1927-1928, y es un edificio de estilo art déco con estructura de acero de 11 pisos. Está revestido de ladrillo rojo con detalles neoárabes de piedra fundida en la entrada principal y los pisos superiores.
Fue incluido en el Registro Nacional de Lugares Históricos en 1989.